# Dekapol

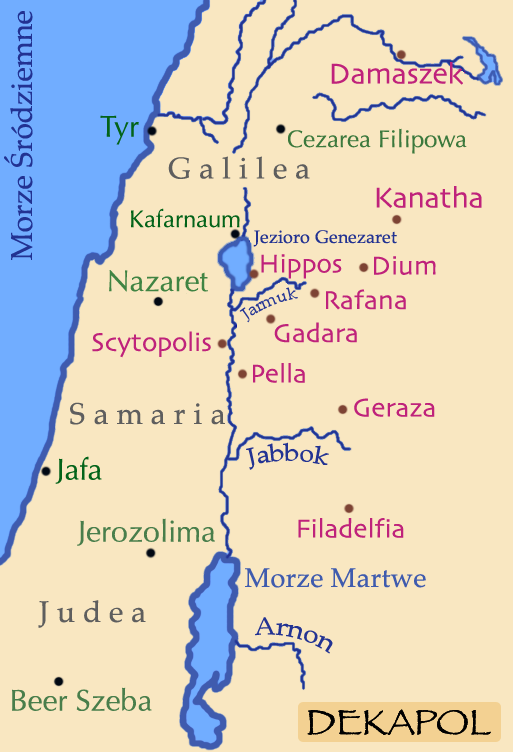
Dekapol

Dekapol, Decapolis – związek dziesięciu miast hellenistycznych, położonych (prócz Scytopolis) w Transjordanii i zasiedlonych przez zhellenizowaną ludność nieżydowską i mniejszość żydowską.
Najwcześniej w źródłach pisanych Dekapol został wzmiankowany w Ewangelii Mateusza (Mt 4,25) i Ewangelii Marka (Mk 5,20). Pierwotnie do związku należało dziesięć miast, z biegiem czasu skład Dekapolu zmieniał się. W dziele Historia naturalna (Hist. nat., V, 4) z I wieku Pliniusz Starszy wzmiankował o dziesięciu miastach Dekapolu, aczkolwiek nadmieniał, że u innych autorów skład Dekapolu różni się od jego informacji. W II wieku Klaudiusz Ptolemeusz w swojej Geografii (Geogr., V, 14, 18) wymienił jedenaście miast. Stefanos z Bizancjum w IV wieku wspominał, że członkami Dekapolu było 14 miast.
| Pliniusz Starszy     | •              | Damaszek | Dium | Gadara | Geraza | Filadelfia (Rabat-Amon) | Hippos (Susita) | Kanata (Kanat) | •         | Pella (Pehel) | Rafana | Scytopolis (Bet-Szean) |
| Klaudiusz Ptolemeusz | Abila Lysianae | Damaszek | Dium | Gadara | Geraza | Filadelfia              | Hippos          | Kanata         | Kapitolia | Pella         | •      | Scytopolis             |

Dekapol położony był na południowy wschód od Jeziora Galilejskiego do linii miast Hippos, Gadara i Pella, która był granicą z tetrarchią Filipa. Na zachodnim brzegu Jordanu zlokalizowane było miasto Scytopolis, chroniące szlaku handlowego do Morza Śródziemnego. Początkowo stolicą Dekapolu była Gadara, później Damaszek. W drugiej połowie I wieku największym miastem związku było Scytopolis, o czym wspominał Józef Flawiusz (Wojna, III, 446). Może to świadczyć o tym, że Damaszek nie należał już do Dekapolu.
Początek historii większości miast Dekapolu sięga lat 64–62 p.n.e., tj. czasów Pompejusza i jego osiedleńczej polityki na Bliskim Wschodzie. Miasta zostały założone na miejscu istniejących tu pradawnych osad, które za panowania Seleucydów i Ptolemeuszy przebudowano i zasiedlono na nowo. Miasta Dekapolu miały autonomię z wyjątkiem polityki militarnej i częściowo podatkowej, która znajdowała się w rękach władz hellenistycznych. Na władzę autonomiczną składały się w większości miast własne sądy, polityka finansowa, prawo do bicia monet i datowanie według własnego kalendarza. Zwierzchnią władzę w związku sprawowali z ramienia Pompejusza namiestnicy Syrii. Józef Flawiusz w Dawnych dziejach (XIV, 74 i nn.) oraz Wojnie (155 i nn., 164 i nn.) wzmiankuje o utraceniu niezależności miast hellenistycznych za panowania Hasmoneuszy. Gadarę i Hippos August podarował Herodowi, Abila została przekazana Agryppie II. Niemniej jedność Dekapolu zachowała się do czasów, gdy po 106 roku Filadelfia i Dium zostały przyłączone do prowincji Arabia.